# Forum Groningen

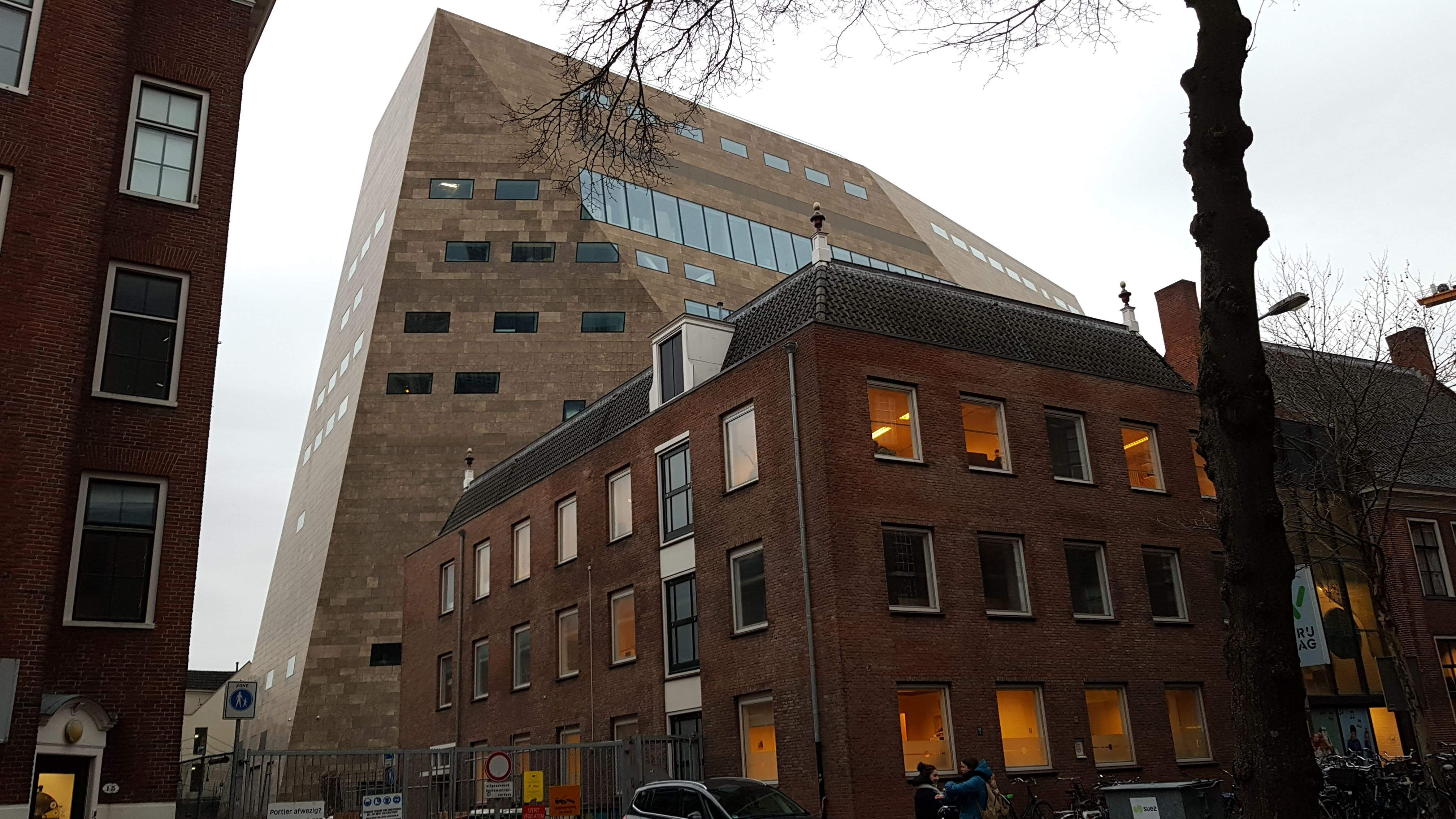
Forum Groningen (von der Sint Jansstraat aus gesehen)

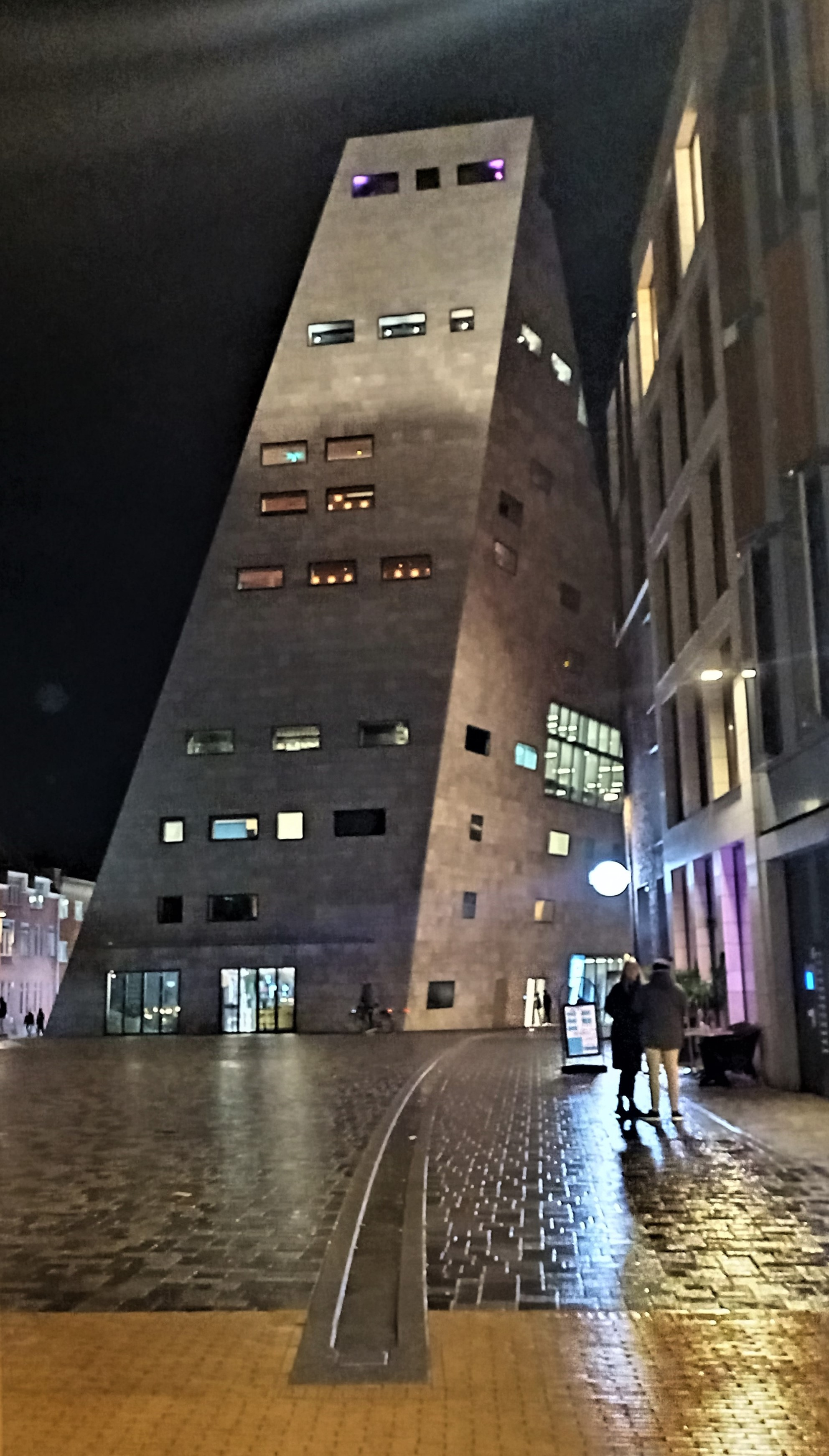
Außenansicht des Forum Groningen auf dem Nieuwe Markt von Westen bei Nacht

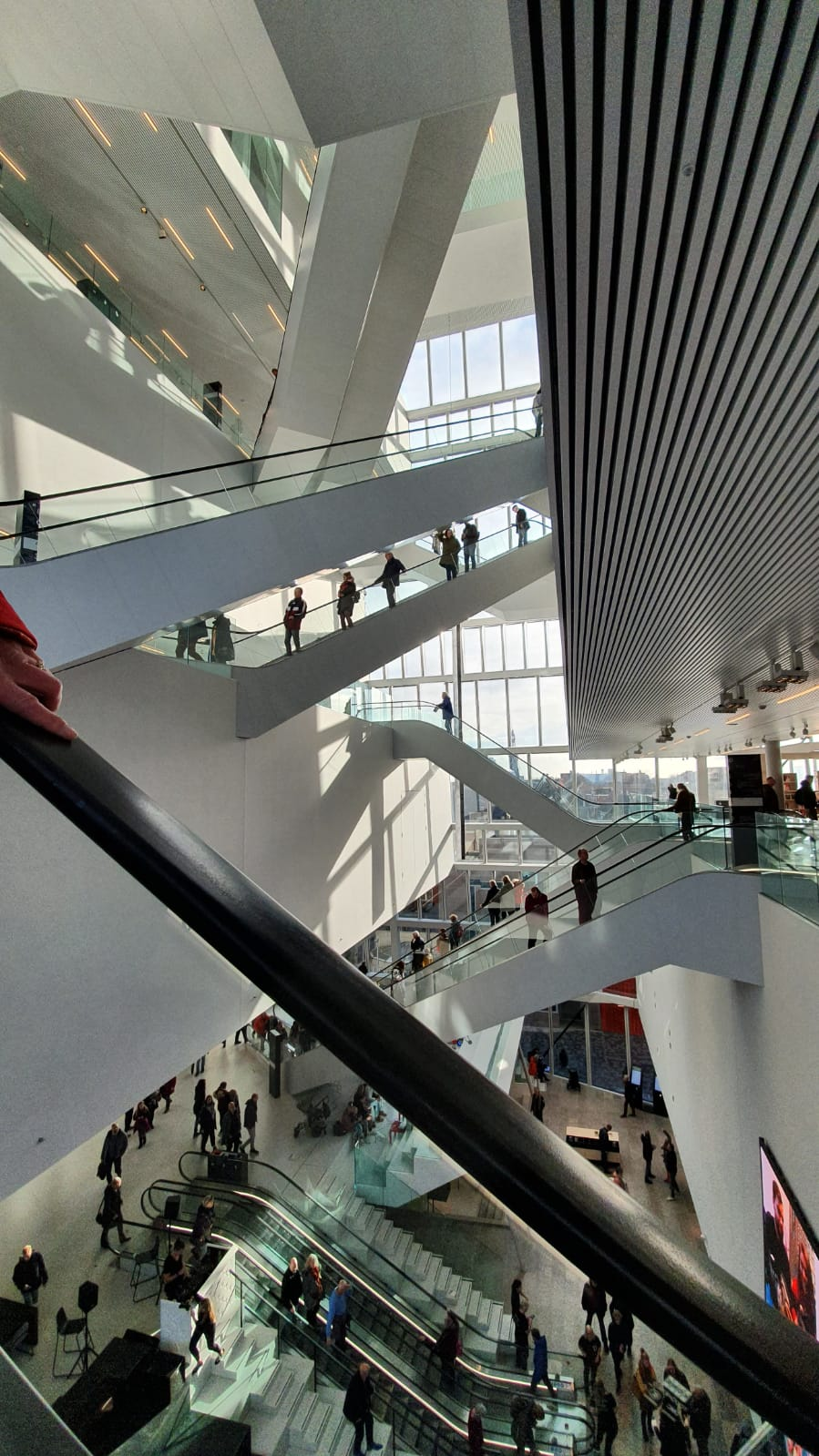
Rolltreppen verbinden die Etagen

Das Forum Groningen ist ein Gebäude im Zentrum der niederländischen Stadt Groningen am Nieuwe Markt. Es ist Eigentum der Gemeinde, wird aber von der Stiftung Forum Groningen betrieben. Es beherbergt verschiedene Einrichtungen, die täglich öffentlich und zum Teil kostenlos zugänglich sind, darunter die städtische Bibliothek, die Touristeninformation VVV und die Dachterrasse, die einen Ausblick über die ganze Stadt bietet. Als kulturelles Zentrum hält das Forum außerdem Kinosäle, Veranstaltungs- und Ausstellungsräume, Cafés und ein Restaurant vor.
Das Gebäude ist 45 Meter hoch; die Nutzfläche von 17.000 m² verteilt sich auf zehn Etagen, die durch Rolltreppen miteinander verbunden sind.
Nach einer Bauzeit von über acht Jahren wurde das Forum Ende November 2019 eröffnet. Die Baukosten betrugen 76 Millionen Euro, wovon 10 Millionen von der Europäischen Union finanziert wurden.
Im ersten Monat nach der Eröffnung wurden über 400.000 Besucher gezählt.

## Hintergrund
Nachdem die historische Bebauung des Grote Markt, darunter das Scholtenhuis, am Ende des Zweiten Weltkriegs größtenteils zerstört worden war, wurden die Neubauten an der Ostseite etwa 17 Meter von der ursprünglichen Gebäudefront entfernt errichtet. Der Grote Markt wurde dadurch erheblich größer, was die Stadtbewohner jedoch bald bedauerten, da sich der Charakter des Platzes verändert hatte. Zudem wurden die eher unattraktiven Nachkriegsbauten als wenig einladend empfunden. Mit der Zeit verwahrlosten vor allem die Naberpassage und das angrenzende Parkhaus; der Bereich wurde zunehmend gemieden.
Das Forum Groningen ist Teil eines Konzeptes zur Erneuerung des Stadtzentrums. Ziel des Konzeptes ist, dass attraktive Neubauten und kulturelle Angebote die Besucherströme wieder in diesen Teil der Innenstadt lenken.

## Architektonisches Konzept
Die Planung des Forums wurde vom Amsterdamer Architektenbüro NL Architects ausgeführt. Der Entwurf wurde 2007 von einer Fachjury aus insgesamt sieben ausgewählt; ebenso stimmten verschiedene Publikumsjuries für dieses Modell. Die Herausforderung bestand darin, ein ausreichend großes Multifunktionsgebäude in einen begrenzten Raum inmitten der historischen Altstadt zu realisieren. Angestrebt wurde eine Art kulturelles Warenhaus, das gleichzeitig eine Plattform für Interaktion und Debatten bildet. So führt beispielsweise der Weg zur Aussichtsplattform über die Rolltreppen den Besucher an allen Abteilungen vorbei, die frei zugänglich sind.

## Bauausführung
Für den Neubau des Forums und weiterer geplanter Objekte sowie für die Gestaltung des neuen Platzes, dem Nieuwe Markt, wurden einige Gebäude an der Ostseite des Grote Markt abgerissen, die bis dahin die sogenannte Naberpassage bildeten; darunter ein Parkhaus und ein Kino. Mit dem Bau beauftragt wurde die Royal BAM Group (BAM), Baubeginn war 2011.
2015 wurden die Bauarbeiten ausgesetzt, da das Ministerium für ökonomische Angelegenheiten und Klima (Ministerie van Economische Zaken en Klimaat, EZ) neue Richtlinien für erdbebensicheres Bauen ausgegeben hatte. Da in der Provinz Groningen schon mehrere, bis in die Stadt spürbare Beben stattgefunden hatten, mussten die Baupläne entsprechend angepasst werden, was die ursprünglich veranschlagten Kosten von 70 Millionen Euro deutlich erhöhte. Der Mehraufwand und der Schaden durch den Abriss von bis dahin schon erstellten Gebäudeteilen wurde vom niederländischen Staat übernommen. Durch diesen Baustopp und die erforderlichen Anpassungen verzögerte sich die für 2017 geplante Eröffnung des Forums um zwei Jahre.
Anstelle der vormaligen Passage führt von der Ostseite des Grote Markt nun eine neu geschaffene Straße zum Forum, die nach dem niederländischen Widerstandskämpfer Casper Naber benannte Naberstraat.

## Kritik
Während der Bauarbeiten äußerten sich immer wieder kritische Stimmen bezüglich Größe und Kosten des Neubaus, darunter der in der Stadt ansässige Sozialwissenschaftler Johan Meijering, der ein Referendum über das Groninger Forum forderte, wobei er als Alternative  für die Neugestaltung des Platzes eine Grünanlage vorschlug. 2016 erschien sein Buch Groninger Forum. Een bodemloze put. (sinngemäß: Ein bodenloses Fass.), in dem Meijering unter anderem seine Korrespondenz mit verschiedenen beteiligten Politikern veröffentlichte.

## Stiftung Forum Groningen
Verantwortlich für alle Dienste, Aktivitäten und Programme im Forum, für das Kino am Hereplein und die weiteren Bibliotheken der Gemeinde Groningen ist die Stiftung Forum Groningen. Neben der Bibliothek Groningen und dem Filmtheater Images sind auch das Debattierzentrum Dwarsdiep und die Volkshochschule Groningen in der Stiftung aufgegangen.

## Einrichtungen
Der Öffentlichkeit stehen 255 Lern- bzw. Internet-Arbeitsplätze zur Verfügung, von denen sich einige in einem Stillarbeitsraum befinden. Im Smartlab in der sechsten Etage stehen Interessierten unter anderem Virtual-Reality-Headsets, 3D-Drucker und -Scanner zur Verfügung. Verschiedene Räume und größere Säle können für Ausstellungen und Veranstaltungen genutzt werden.
Unter dem Gebäude befindet sich eine Tiefgarage, in der die 20 Meter lange LED-Skulptur „Wervel“ (niederländisch für „Wirbel“) von Nicky Assmann – im Auftrag des Centrum Beeldende Kunst Groningen und mit Unterstützung durch den Mondriaan Fonds – installiert wurde. Bis zu 1250 Fahrräder können kostenlos im durchgehend geöffneten und bewachten Fahrradkeller abgestellt werden.

### Zentrale der Öffentlichen Bibliothek

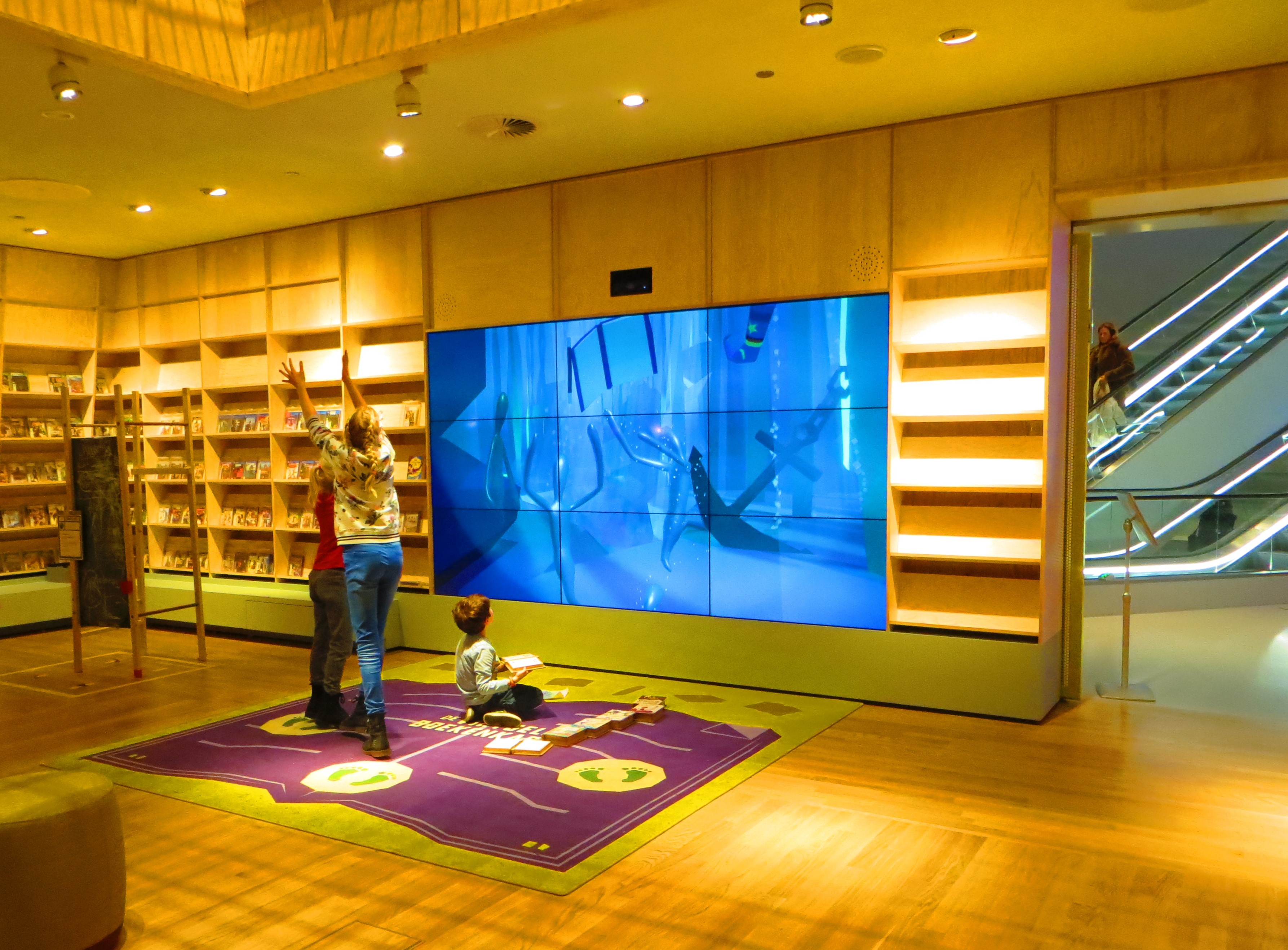
Interaktiver Bildschirm in der Bibliotheksabteilung für Kinder und Jugendliche („Wonderland“)

Das Forum Groningen ist zentraler Sitz der Öffentlichen Bibliothek Groningens, welcher sich bis Ende November 2019 an der Oude Boteringestraat Nr. 18 befand. Weitere Filialen werden in den Stadtteilen Lewenborg, Hoogkerk, Haren, Ten Boer, Beijum, De Wijert, Selwerd und Vinkhuizen unterhalten.
Im Forum verteilen sich die einzelnen Bibliotheksabteilungen über fast alle Etagen: Im Eingangsbereich befinden sich der Service für die Bibliotheksnutzer und die Abgabeautomaten. Im sogenannten Kiosk auf der ersten Etage werden aktuelle Zeitungen und Zeitschriften vorgehalten; Kinder und Jugendliche können sich im zweiten und dritten Stock (Wonderland) mit den dort entleihbaren Büchern, Filmen oder Spielen beschäftigen. In einer weiteren Abteilung der dritten Etage sind Romane für Erwachsene erhältlich. Der Bereich ist wohnzimmerähnlich mit Sitzgruppen, Regalen und Dekorationsgegenständen gestaltet, außerdem stehen Spiele wie beispielsweise Backgammon und Schach zur Verfügung. In der Unterabteilung für Krimis und Thriller steht ein Billardtisch; dort herrscht gedämpfte Beleuchtung vor. Die achte Etage ist den Sachbüchern vorbehalten.

### Kino
Das Forum verfügt über fünf Filmsäle mit bis zu 175 Sitzplätzen, einer davon ist als Lounge mit Bar konzipiert. Im Innenhof auf dem Dach werden ganzjährig Freilichtaufführungen angeboten.

### Storyworld
Unter dem Namen Storyworld ist hier der Nachfolger des Nederlandse Stripmuseum ansässig, das sich fünfzehn Jahre lang – bis März 2019 – am Groninger Westerhaven befand. Storyworld widmet sich den Themenbereichen Comicstrip, Animation und Computerspiel.